# 二(三甲基硅基)过氧化物
二(三甲基硅基)过氧化物是一种过氧化物，化学式为[(CH3)3Si]2O2，它可用于醇、酮、膦、亚磷酸酯和硫醚的氧化反应以及亲电羟基化反应。

## 制备
它最初于1956年被报道，可通过85%或无水过氧化氢和三甲基氯硅烷在吡啶存在下于乙醚中反应制得。